# Planet Pure Stadion
Planet Pure Stadion – stadion sportowy w Lustenau, w Austrii. Został otwarty w 1951 roku. Może pomieścić 8800 widzów. Swoje spotkania rozgrywają na nim piłkarze klubu Austria Lustenau.
Pierwszym obiektem klubu Austria Lustenau było boisko „Löwenplatz”. Od 1920 roku drużyna swoje spotkania rozgrywała na boisku „Blumenauplatz”. Oba te obiekty zlokalizowane były nad brzegiem Renu. W  1951 roku otwarto stadion w jego obecnej lokalizacji. W 1956 roku oddano do użytku zadaszoną trybunę główną po stronie zachodniej. Nieco później dołożono także po jej bokach niezadaszone sektory. W latach 1995–1997 przeprowadzono gruntowną modernizację areny. Po stronie zachodniej wybudowano zupełnie nową, zadaszoną trybunę główną, powstało także m.in. sztuczne oświetlenie. Za obiema bramkami stanęły również dwie trybuny oparte na stalowych konstrukcjach (na trybunie północnej, posiadającej zadaszenie, zasiadają najzagorzalsi kibice Austrii Lustenau, trybuna południowa służy kibicom drużyn przyjezdnych). W 2000 roku obiekt wyposażono w podgrzewaną murawę. W 2007 roku na stadionie odbyły się pokazy dużych grup gimnastycznych w ramach organizowanej w Dornbirn Światowej Gimnastriady. W 2018 roku, w związku z umową sponsorską, obiekt przemianowano na „Planet Pure Stadion”, wcześniej nosił on nazwę „Reichshofstadion”.